# 7 (álbum de Los Pericos)
7 es el noveno álbum de estudio de la banda de reggae argentina Los Pericos, editado por el sello Universal Music en 2005. Según los integrantes del grupo, el título se relaciona con una idea de cerrar fronteras, de recomponer su relación interna ante la casi catástrofe. También aseguran que se debe a que 7 son los miembros del grupo y 7 son las letras de "Pericos". El álbum fue grabado en los Estudios Robledo Sound Machine y Panda, en Buenos Aires entre mayo y junio de 2005. Es el primer álbum desde la partida de la banda del cantante Bahiano.

## Lista de canciones
Todas las canciones escritas y compuestas por Los Pericos.
| #  | Nombre              | Duración |
| -- | ------------------- | -------- |
| 1  | Fácil de engañar    | 3:22     |
| 2  | Planeta de mentiras | 4:22     |
| 3  | Llegaste al final   | 4:22     |
| 4  | Más de mí           | 2:50     |
| 5  | Satélite de vos     | 4:33     |
| 6  | Si te vas           | 3:49     |
| 7  | En la mira          | 3:54     |
| 8  | No llores           | 4:07     |
| 9  | Justo ahí           | 4:02     |
| 10 | Largo viaje         | 3:35     |
| 11 | Mi plan perfecto    | 4:25     |
| 12 | Tratando de pensar  | 4:17     |
| 13 | Se me olvidó        | 3:20     |
| 14 | Dolor               | 2:25     |
| 15 | Nada ni nadie       | 4:14     |

## Ficha técnica
- Preproducción Digital en “Chapa Som Studios Bs.As.
- Grabaciones adicionales en Estudios Alegría del Vivir Bs.As, Chapa Som y Master House en Miami, Florida.
- Mezclado y Masterizado en Master House en Miami Florida entre junio y julio de 2005.
- Ing. de Grabación: Sebastián Perkal.
- Ing. de Mezcla: César Sogbe.
- Mastering: José Blanco.
- Asistentes en estudios Panda: Pablo Barro y Sergio Martínez.
- Asistente General de Grabación: Sebastián Cáceres.
- Asistente de Producción: Mariana García.
- Diseño Gráfico y Packaging: Constanza Passarelli.
- Fotografía: Lezano-Arpesella.
- Producción Ejecutiva: Ana Poluyan.
- Arreglos de vientos y cuerdas: Alejandro Terán.
- Arreglos de vientos en Plan Perfecto y Se me olvidó: Miguel Ángel Tallarita.[1]